# Sierro
Sierro é um município da Espanha, na província de Almería, comunidade autónoma da Andaluzia. Tem 28 km² de área e em 2021 tinha 380 habitantes (densidade: 13,6 hab./km²). Pertence à comarca do Valle del Almanzora, ao norte da província.